# Мултанка
Мултанка — река в Удмуртии, протекает в Селтинском и Увинском районах. Устье реки находится в 73 км по правому берегу реки Ува. Длина реки — 17 км, площадь её водосборного бассейна — 62 км².
Исток реки в Селтинским районе к юго-востоку от деревни Гобгурт и в 18 км к северо-западу от посёлка Ува. Река течёт на восток, в верхнем течении протекает несколько нежилых деревень, в нижнем — село Новый Мултан, где на реке образована запруда. Впадает в Уву двумя километрами юго-восточнее села Новый Мултан.

## Данные водного реестра
По данным государственного водного реестра России относится к Камскому бассейновому округу, водохозяйственный участок реки — Вятка от водомерного поста посёлка городского типа Аркуль до города Вятские Поляны, речной подбассейн реки — Вятка. Речной бассейн реки — Кама.
По данным геоинформационной системы водохозяйственного районирования территории РФ, подготовленной Федеральным агентством водных ресурсов:
- Код водного объекта в государственном водном реестре — 10010300512111100039399
- Код по гидрологической изученности (ГИ) — 111103939
- Код бассейна — 10.01.03.005
- Номер тома по ГИ — 11
- Выпуск по ГИ — 1